# Debbi Besserglick
Dvora (Debbi) Besserglick (hebräisch דבורה (דבי) בסרגליק; * 19. November 1955 in Jaffa; † 10. März 2005 in Tel Aviv) war eine israelische Schauspielerin und Synchronsprecherin.

## Leben und Karriere
Besserglick wurde am 19. November 1955 in Jaffa geboren. Sie studierte an der Universität Tel Aviv. Sie spielte in verschiedene Filme die Hauptrolle und führte Regie bei Theateradaptionen von Musicals wie My Fair Lady, The Sound of Music und West Side Story. Zu ihren Rollen zählen die Filme Mar Baum  und Buzz. Außerdem war sie in der Serie BeSod HaYinyanim zu sehen.
Besserglick war auch als Synchronsprecherin tätig. Bekannt wurde sie durch ihre Stimme für die Figur Arthur in der hebräischen Synchronisation der Zeichentrickserie Erdferkel Arthur und seine Freunde. Zudem lieh sie in der hebräischen Version vielen Charakteren ihre Stimme, beispielsweise, Tweed aus Cap und Capper, Großmutter Fa in Mulan 2, Pearl Gesner in Die Kühe sind los, Timons Mutter in Der König der Löwen 3 – Hakuna Matata und Mama Gunda in Tarzan 2.
Besserglick starb am 10. März 2005 im Alter von 49 Jahren an Krebs. Ihr Leichnam wurde auf dem Yarkon-Friedhof beigesetzt.

## Filmografie
Filme
- 1992: Tipat Mazal
- 1993: Buzz
- 1997: Mar Baum
- 2000: Pere
- 2001: Zanav Shel Afifon

Serien
- 1995: Ramat Aviv Gimmel